# Atmanaj
Atmanaj (ukrainisch Атманай; russisch Атманай Atmanai) ist ein Dorf im äußersten Südwesten der ukrainischen Oblast Saporischschja mit etwa 1000 Einwohnern (2001).
Das 1841 gegründete Dorf liegt auf einer Höhe von 7 m am Utljuk-Liman des Asowsche Meeres nördlich der Mündung des Flusses Atmanaj. Der Name des Flusses, in dessen Nähe das Dorf entstand, leitet sich von den Worten „ат“ (Pferd) und „манаат“ (unzugänglich) ab, aufgrund des für Pferde unzugänglichen, sumpfigen Ufers.
Atmanaj befindet sich im Süden des Rajon Melitopol, 14,5 km westlich von Gemeindezentrum Kyryliwka, 47 km südlich vom  ehemaligen Rajonzentrum Jakymiwka und 190 km südlich vom Oblastzentrum Saporischschja.
Am 3. Juli 2017 wurde das Dorf ein Teil der neugegründeten Siedlungsgemeinde Kyryliwka, bis dahin bildete es zusammen mit den Dörfern Nowe (Нове), Solone (Солоне) und Wowtsche (Вовче) die gleichnamige Landratsgemeinde Atmanaj (Атманайська сільська рада/Atmanajska silska rada) im Süden des Rajons Jakymiwka.
Seit dem 17. Juli 2020 ist sie ein Teil des Rajons Melitopol.